# Houston, We've Got a Problem
Pour plus de détails, voir Fiche technique et Distribution.
Houston, We've Got a Problem est un téléfilm dramatique américain de Lawrence Doheny (en) réalisé en 1974, diffusé pour la première fois sur ABC le 2 mars 1974. 
Le téléfilm met en scène l'acteur Ed Nelson dans le rôle de Gene Kranz, le directeur de vol de la NASA lors de la mission Apollo 13.

## Synopsis
Le téléfilm ne se concentre pas sur le vol spatial Apollo 13 lui-même, mais plutôt sur la panique du centre de contrôle de la mission.

## Production
Le titre du téléfilm est une citation erronée de la communications radio entre l'astronaute Jack Swigert et le centre de contrôle de mission de la NASA à Houston, lors de la découverte de l'explosion qui a paralysé leur vaisseau au cours de la mission spatiale Apollo 13 en 1970.
Swigert avait en réalité dit : « Houston, we've had a problem » (en français : « Houston, nous avons eu un problème »).

## Accueil
L'astronaute James Lovell écrivit une lettre à TV Guide à propos de ce téléfilm, disant que la panique du centre de contrôle de mission avaient été dramatisée. Il a qualifié le film comme « fictif et de mauvais goût ».
Par la suite, le producteur exécutif Herman Saunders déclara qu'il n'aurait jamais pu vendre à la station de télévision un documentaire, et que des avertissements ont été ajoutés au film pour indiquer qu'il était fictif[pas clair].